# Lophuromys simensis
Lophuromys simensis és un rosegador del gènere Lophuromys que viu al nord d'Etiòpia. L'espècie és coneguda a dues zones: les muntanyes Simien i la regió entre el llac Tana i el Mont Guna. L. simensis tolera zones seques a un altitud de 1.800 metres, on coexisteix habitants de sabana com ara Mastomys i Arvicanthis, fins a herbassars a un altitud de 3.800 metres que comparteix amb l'especialista Stenocephalemys. Pertany al subgènere Lophuromys.
L. simensis és un Lophuromys amb el pelatge clapat i la cua de mida mitjana. La part superior del cos és marró fosc, els pèls són vermells fosc a la part inferior i gairebé negres a la part superior, amb una banda blanca entre les dues i un punt negre. La part inferior del cos va de groc a taronja clar i els pèls tenen puntes blanques i arrels de color gris fosc. La part superior de les potes anteriors és fosca, però la de les potes posteriors és groc clar amb una banda fosca. Té les urpes llargues i negres. Els dits del peu són blancs. Els pèls de la part superior de la cua són negres i els de la part inferior blancs. El pes és d'entre 37 i 74 grams (amb una mitjana de 57 grams), la llargada corporal és d'entre 114 i 145 (133) mm, la llargada de la cua d'entre 58 i 85 (71) mm, la llargada de la cua d'entre 58 i 85 (71) mm, la llargada de les potes posteriors (sense comptar les urpes) d'entre 18 i 23 (20) mm i la llargada de les orelles d'entre 16 i 20 (18) mm.